# ميشيل دنكان
ميشيل دنكان (بالإنجليزية: Michelle Duncan)‏ هي ممثلة بريطانية، ولدت في 14 أبريل 1978 ببيرث في المملكة المتحدة.

## أعمال

### أفلام
- (2007) تكفير[6]
- (2018) الملحمة البوهيمية[7]

## وصلات خارجية
- ميشيل دنكان على موقع IMDb (الإنجليزية)
- ميشيل دنكان على موقع ألو سيني (الفرنسية)
- ميشيل دنكان على موقع أول موفي (الإنجليزية)
- ميشيل دنكان على موقع قاعدة بيانات الأفلام السويدية (السويدية)
- ميشيل دنكان على موقع قاعدة بيانات الفيلم (الإنجليزية)
- ميشيل دنكان على موقع كينوبويسك (الروسية)